# Incendio en Bakú de 2018
El 2 de marzo de 2018 se produjo un incendio en el Dispensario Republicano de Narcología en Bakú, Azerbaiyán, un centro de rehabilitación para pacientes con adicción a los opiáceos. Al menos 26 personas murieron y otras cuatro fueron hospitalizadas.

## Incendio

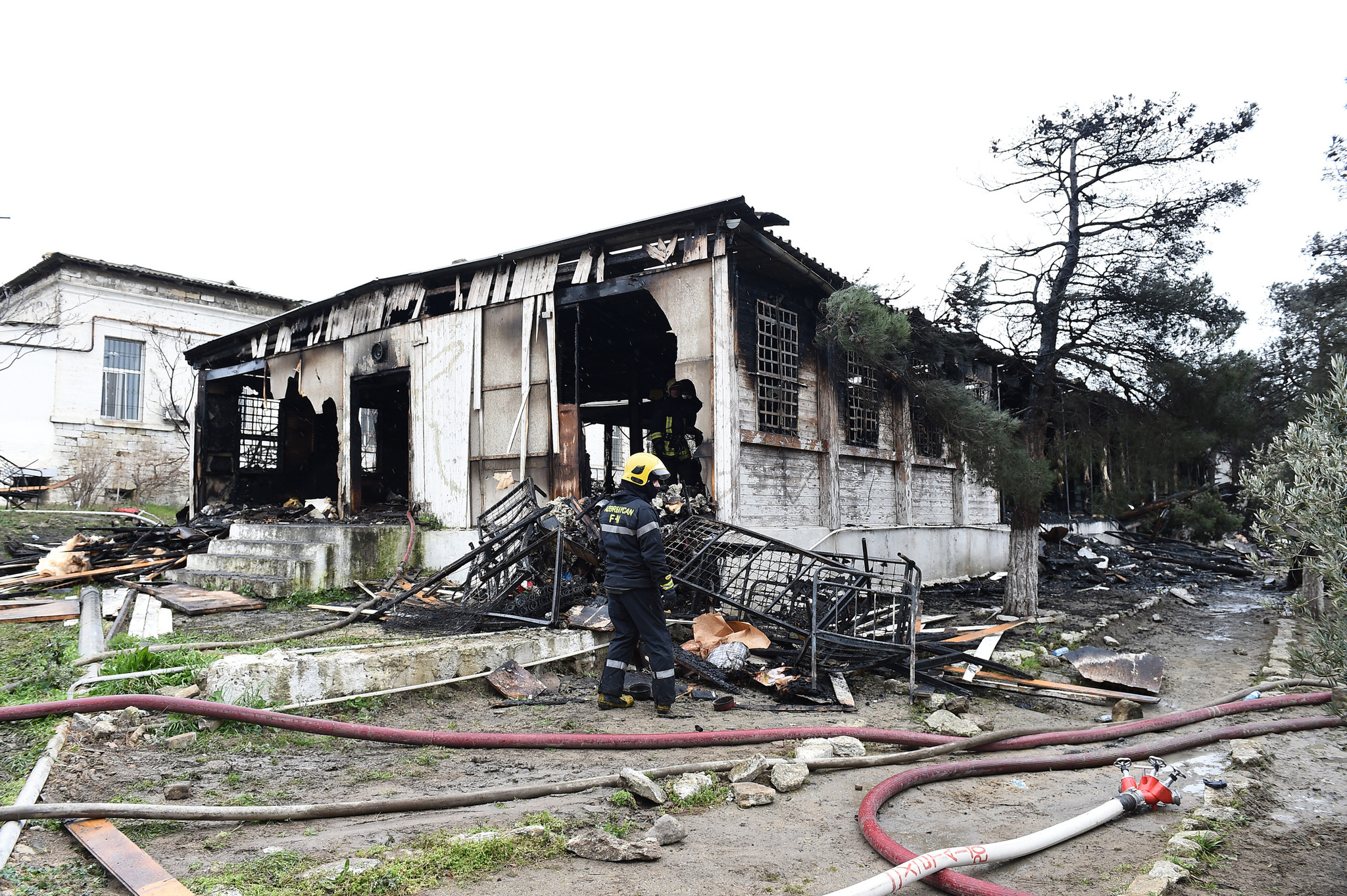
Bomberos en el lugar.

El gobierno informó que el fuego comenzó aproximadamente a las 06:10 (hora local). Inicialmente se creía que se debía a una falla eléctrica en el barracón de madera de una sola planta, pero el gobierno declaró más tarde que fue a causa de un incendio provocado. Las ventanas del edificio habían sido enrejadas con marcos de acero que solo podían abrirse desde afuera para impedir la fuga de los pacientes. No había sistemas de supresión automática de incendios en el edificio. El marco de madera del edificio sirvió como fuente de combustible principal para el fuego, y los bomberos recorrieron por más de tres horas el edificio que ardía intensamente debido a los fuertes vientos. A pesar de las ventanas enrejadas, los bomberos pudieron rescatar a docenas de personas del fuego de rápida propagación.

## Consecuencias
Según el Ministerio de Salud, aproximadamente 200 personas entre pacientes y personal fueron evacuados de forma segura desde el hospital, con 34 necesidad de rescate. Se encontraron veinticinco cadáveres en los escombros después de que los bomberos apagaron las llamas.

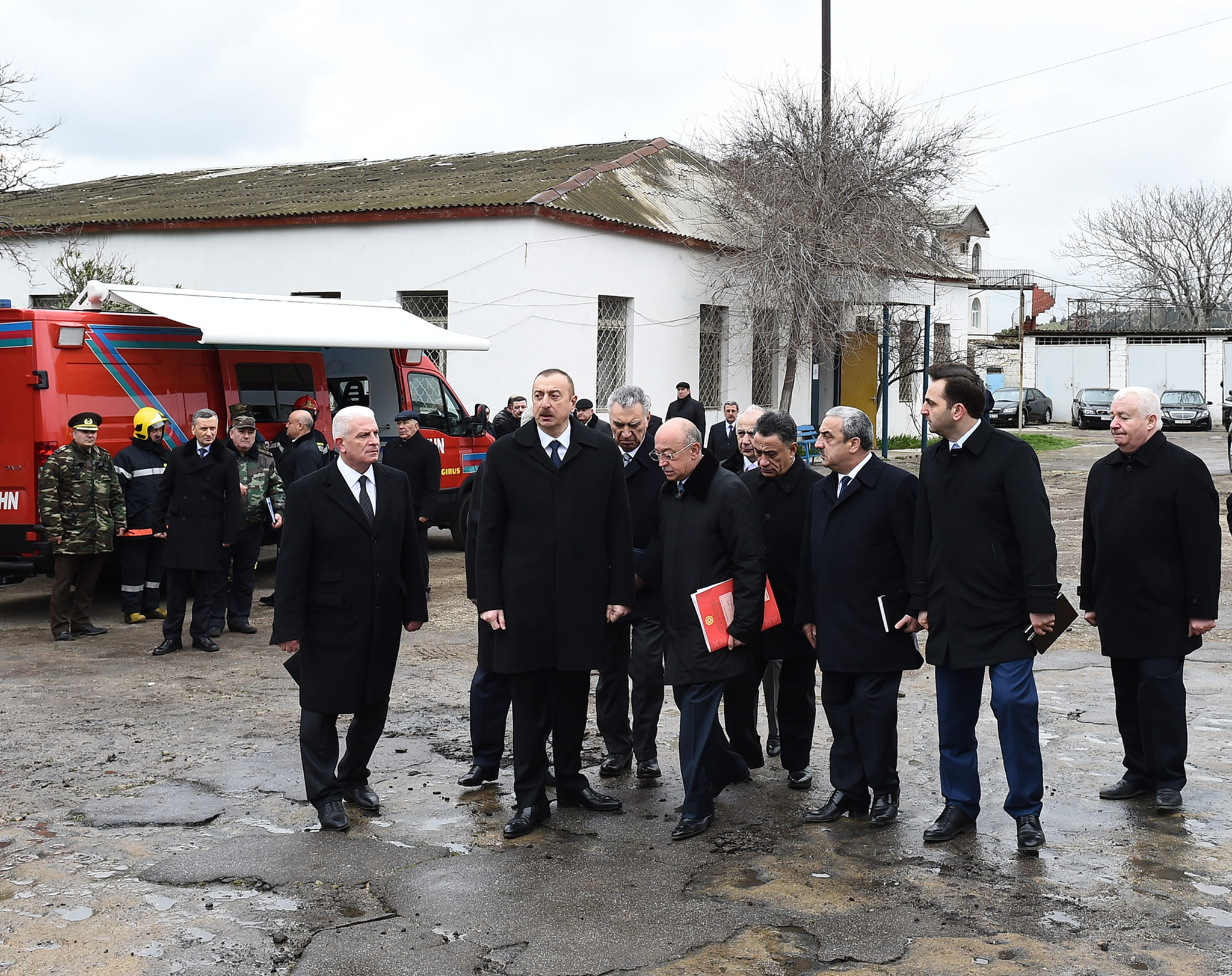
El presidente Ilham Aliyev durante la inspección de los escombros del edificio.

El presidente Ilham Aliyev visitó el lugar. Se ordenó una investigación oficial. Activistas civiles locales denunciaron que la corrupción pública y la falta de cumplimiento con las normas de seguridad contra incendios son las principales causas del incendio. La Oficina del Fiscal General respondió con la apertura de una investigación sobre posibles violaciones de los códigos de seguridad contra incendios. El 3 de marzo, un ex paciente del centro de rehabilitación de nombre Mahammad Mammadov fue arrestado y acusado de asesinato premeditado, asesinato múltiple y daños a la propiedad. Se cree que Mammadov había prendido fuego en el barracón de madera durante un intento de suicidio. El arresto de Mammadov contradijo los reportes iniciales, los cuales afirmaban que el incendio se produjo debido a un cortocircuito.